# Floating Points
Floating Points, de son nom civil Samuel Shepherd (né en 1986 à Manchester, Angleterre), est un compositeur, producteur et DJ britannique.

## Biographie
Élevé à Manchester, en Angleterre, Shepherd étudie le piano à la Chetham's School of Music avant d'obtenir un doctorat en neurosciences et en épigénétique à l'University College London. Ses recherches doctorales portent sur les réponses à la douleur et l'expression aberrante de l'ARN dans les neurones, et donnent lieu à des publications universitaires en neurosciences,. Il a également travaillé comme DJ au Plastic People, un club londonien, à la fin des années 2000,.
Fin 2008, Shepherd et Alexander Nut lancent le label Eglo, qui a déjà publié la musique de Floating Points, Fatima, Funkineven, Steve Spacek, Dego & Kaidi, Shafiq Husayn, K15, Mizz Beats, Natalie Slade, Destiny71z, Shy One, Henry Wu, Chunky et d'autres.
En 2010, Shepherd se produit avec une incarnation live de Floating Points composée de 16 musiciens, intitulée Floating Points Ensemble. Le groupe a remporté le prix de la « Meilleure session de la BBC Radio 1 Maida Vale ». En 2015, Shepherd fonde Pluto records. Il sort des projets tels que Eleania, Kuiper, Crush et Reflections : Mojave Desert,. Il a également remixé des musiciens tels que Thundercat, Caribou, Basement Jaxx, Skepta et Headie One.

## Influences
Les influences musicales de Shepherd comprennent Claude Debussy, Olivier Messiaen et Bill Evans. Il commence à publier des œuvres sous le nom de Floating Points en 2008, et en 2017, il fait une tournée avec The xx.

## Discographie
- 2015 : Elaenia
- 2017 : Reflections – Mojave Desert
- 2019 : Crush
- 2021 : Promises (avec Pharoah Sanders et The London Symphony Orchestra)
- 2024 : Cascade